# Малагасійська Вікіпедія
Малагасійська Вікіпедія (малаг. Wikipedia amin'ny teny malagasy) — розділ Вікіпедії малагасійською мовою. 
Малагасійська Вікіпедія станом на 9 червня 2025 року містить 100 045 статей, 35 762 зареєстрованих користувачів, 79 активних дописувачів, 2 адміністраторів
. Загальна кількість сторінок в малагасійській Вікіпедії — 256 223, редагувань — 1 105 299, завантажених файлів — 3
. Глибина (рівень розвитку мовного розділу) малагасійської Вікіпедії мала і становить 10.5 пунктів
. 